# Neo (band)
Neo was een Britse muziekgroep, die ontstond in het jaar 2005. Het werd een supergroep binnen de progressieve rock genoemd omdat de leden uit andere (in het genre) bekende muziekgroepen in Neo speelden. De band speelde een aantal optredens waarbij de band nog werd uitgebreid met Alan Reed van Pallas. Ze speelde daarbij voornamelijk muziek die ook de eigen bands hadden uitgevoerd.

## Musici
- Nick Barrett (Pendragon) – gitaar, zang;
- Andy Edwards- (IQ en band van Robert Plant) –slagwerk;
- John Jowitt- (IQ/ Arena/ Jadis/ John Wetton Band), basgitaar;
- Clive Nolan- (Arena/ Pendragon/ Shadowland/ Nolan-Oliver Wakeman) toetsinstrumenten ;
- Mark Westwood (Martin Orford Band, opvolger van IQ) - gitaar.

## Discografie
- 2006: Broadcast; een concertregistratie opgenomen in Polen.